# Schwarzmilan
Der Schwarzmilan oder Schwarze Milan (Milvus migrans) ist ein etwa mäusebussardgroßer Greifvogel aus der Familie der Habichtartigen (Accipitridae). Im Gegensatz zum nahe verwandten Rotmilan (Milvus milvus), dessen Brutgebiet sich im Wesentlichen auf Europa beschränkt, hat der Schwarzmilan ein riesiges Verbreitungsgebiet, das neben großen Teilen der Paläarktis weite Bereiche des indomalaiischen Faunengebietes sowie Australasien einschließt. Entsprechend dieser weiträumigen Verbreitung werden bis zu zwölf Unterarten beschrieben, von denen sieben als allgemein anerkannt gelten.
Unklar ist die Stellung der beiden gelbschnabeligen, in Afrika beheimateten Milane Milvus migrans aegyptius und Milvus migrans parasitus; sie werden sowohl als eigenständige Art Milvus aegyptius (mit der Unterart Milvus aegyptius parasitus) als auch weiter als Unterart von Milvus migrans geführt.
Obwohl der Schwarzmilan auch in ausgesprochen trockenen Gebieten vorkommt, bevorzugt er meist feuchtere Gebiete oder sucht die Nähe von Wasserflächen. Er ist ein Nahrungsgeneralist, dessen Nahrungsspektrum äußerst breit ist und neben Aas und Abfällen eine Vielfalt eher kleiner Tiere umfasst, die er selbst erbeutet. Die Art zählt zu den am weitesten verbreiteten Greifvögeln und ist gebietsweise die häufigste Greifvogelart. Obwohl regional Bestandsrückgänge zu verzeichnen sind, wird die weltweite Bestandssituation von IUCN als  nicht gefährdet (Least Concern) eingestuft.

## Aussehen der NominatformM. m. migrans

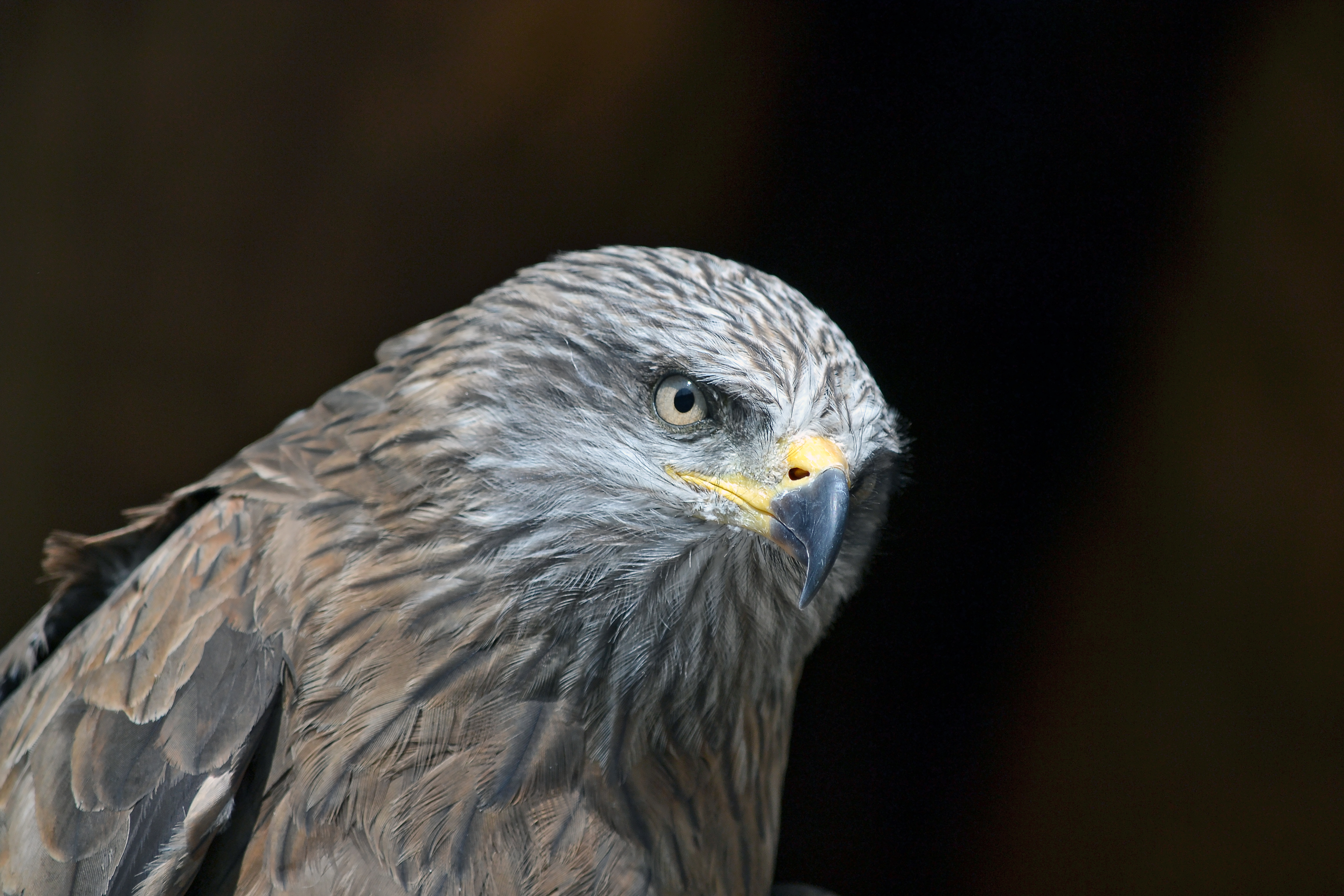
Schwarzmilan

Schwarzmilane sind wenig kontrastreich, ziemlich einheitlich dunkelbraun gefärbte, mittelgroße Greifvögel, bei denen sich nur die helleren Kopf-, Kehl- und Nackenpartien sowie ein helles Band auf dem Oberflügel deutlich von der übrigen Gefiederfärbung absetzen.
Schwarzmilane sind frühestens im fünften Lebensjahr ausgefärbt. Kopf- und Halspartien sind dann hellgrau, zuweilen, insbesondere bei Vögeln im letzten Übergangskleid, auch leicht gelblich überhaucht. Deutlich ist eine dunkle Strichelung des Kopfgefieders zu erkennen, die sich im Hals- und oberen Brustbereich verstärkt. Der Rücken ist einheitlich matt dunkelbraun. Das Brust- und Bauchgefieder ist etwas heller, häufig auch deutlich rostbraun gefärbt. Die Steuerfedern sind oberseits graubraun und unterseits bräunlich bis zimtfarben.

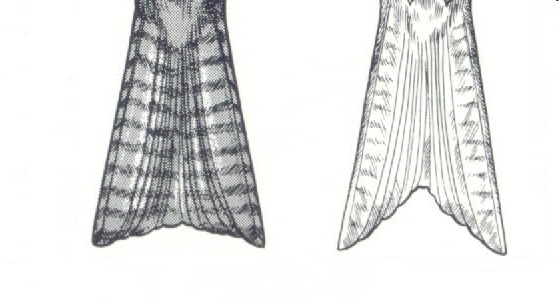
Halbgefächerter Schwanz:
Schwarzmilan (links) und Rotmilan (rechts)

Der Schwanz ist nur schwach gegabelt, ausgefächert wirkt er dreieckig. Eine dunkle Bänderung ist nur angedeutet und lediglich aus der Nähe zu erkennen. Die großen und kleinen Armdecken weisen meist die Färbung des Brustgefieders auf und kontrastieren recht deutlich mit den dunklen, fast schwarzen Arm- und Handschwingen. Die Beine ausgefärbter Vögel sind gelb, die Krallen schwarz. Der Oberschnabel ist ebenfalls schwarz, der Unterschnabel gelblich. Die Wachshaut ist leuchtend gelb. Frühestens mit sieben Jahren wechselt die Irisfarbe der Schwarzmilane von Braun ins alterstypische Gelb.

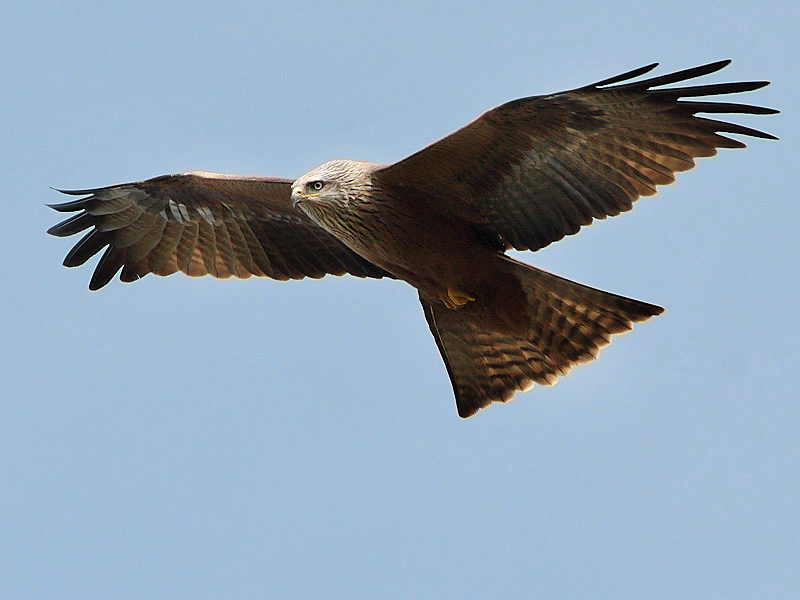
M. m. migrans

Die langen und schmalen, im Carpalgelenk auffällig gewinkelten Flügel enden in sechs (bei manchen Jungvögeln fünf) deutlich erkennbaren, tief gefingerten Handschwingen. Eine dunkle Zeichnung im Bereich des Carpalgelenks ist bei einigen Unterarten recht deutlich vorhanden, fehlt bei anderen aber fast völlig.
Der Schwarzmilan fliegt sehr elegant mit flachen, relativ schnellen Flügelschlägen. Er segelt und gleitet oft, wobei die Flügel im Gegensatz zu denen des Rotmilans in derselben Flugposition nicht über der Horizontalen geknickt, sondern leicht abwärts gerundet sind. Auffällig ist auch das andauernde Verwinden, Fächern und Falten des Schwanzes, das nur beim Rotmilan noch stärker ins Auge fällt.
Frisch ausgeflogene Jungvögel weisen zwar wie ausgefärbte einen deutlich helleren Kopf- und Brustbereich auf, doch überwiegen bei Jungvögeln helle Zimt- oder Beigetöne im Gegensatz zu der weißgrauen Färbung dieser Körperpartien bei den Altvögeln. Die Iris ist noch mittelbraun, die Krallen sind schiefergrau. Insgesamt ist das Jugendgefieder etwas heller und vor allem auf der Körperoberseite kontrastreicher gefärbt.
Die Geschlechter unterscheiden sich in der Färbung nicht. Auch der bei vielen Greifvögeln deutliche reverse Geschlechtsdimorphismus ist nur schwach ausgeprägt. Weibchen sind maximal 6 % größer und bis zu 17 % schwerer als Männchen.

## Maße und Körpermasse
Die Körperlänge ausgewachsener Vögel variiert je nach Unterart und Geschlecht zwischen 46 und 66 Zentimetern, die Spannweite zwischen 120 und 153 Zentimetern. Männchen der kleinsten und auch leichtesten Unterart M. m. affinis wiegen etwa 500 Gramm, die der größten Unterart M. m. lineatus etwa 850 Gramm. Die schwersten Lineatus-Weibchen können über 1000 Gramm wiegen.

## Stimme
Schwarzmilane sind sehr stimmbegabt und auch außerhalb der Balzzeit akustisch auffällig. Die Hauptrufe sind in Tonlage und Ausdruck äußerst variabel, so dass sie sich kaum transkribieren lassen. Je nach Stimmung kann es sich um sanfte, melodiöse Triller, um ein möwenartiges, leicht verdrießlich klingendes Miauen oder sogar um wiehernde Rufe handeln. Häufig singen Schwarzmilane im Duett.
- Stimmbeispiele (in Macaulay Library)

## Systematik

### Unterarten
Die Anzahl der Unterarten schwankt je nach Lehrmeinung beträchtlich. Insgesamt wurden bisher zwölf Unterarten beschrieben, von denen sechs bis sieben allgemeine Anerkennung finden.

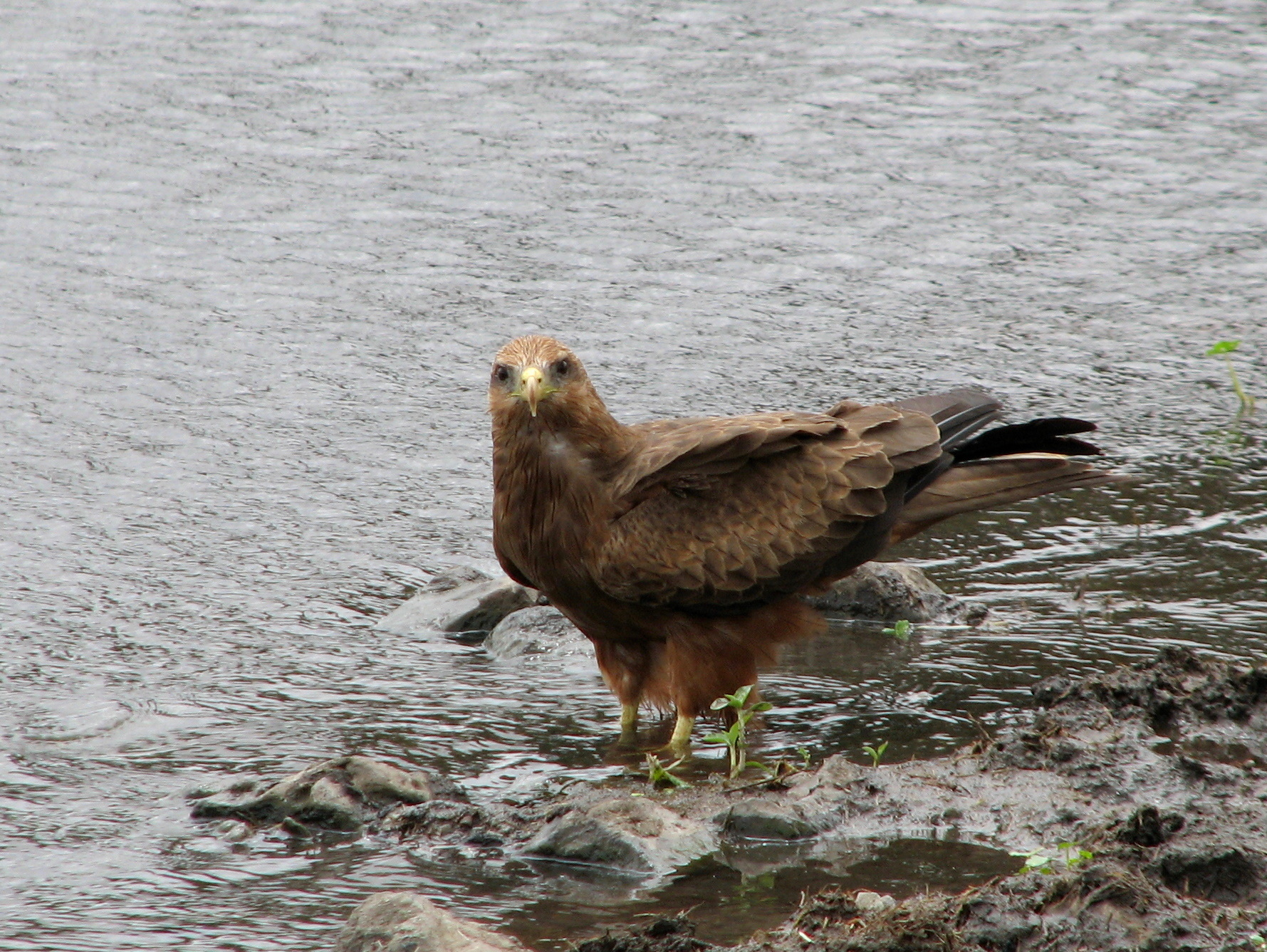
Ein gelbschnabeliger Milan der Unterart parasitus, jetzt als Milvus aegyptius parasitus zu betrachten

Die afrotropischen Unterarten zeigen eine vergleichsweise große verwandtschaftliche Entfernung zu den Subspezies der Paläarktis, sodass ihre Stellung als Art Milvus aegyptius ssp. molekularbiologisch bestätigt zu werden scheint. Diese Abtrennung wurde kürzlich vollzogen, sodass Milvus aegyptius mit einer Unterart (M. aegyptius parasitus) Artstatus hat. Für sie scheint sich der englische Trivialname Yellow-billed Kite durchzusetzen. Der deutsche Name dieser Art ist Schmarotzermilan. Auch M. m. lineatus scheint genetisch weiter von anderen Unterarten entfernt zu sein als diese untereinander, sodass auch für ihn Artrang erwogen wird.
In den Kontaktzonen hybridisieren offenbar alle Unterarten und bringen intermediär gefärbte Nachkommen hervor, die verschiedentlich als Unterarten (tienschanicus, ferghanensis, formosanus u. a.) geführt werden.

### Verbreitung der Unterarten

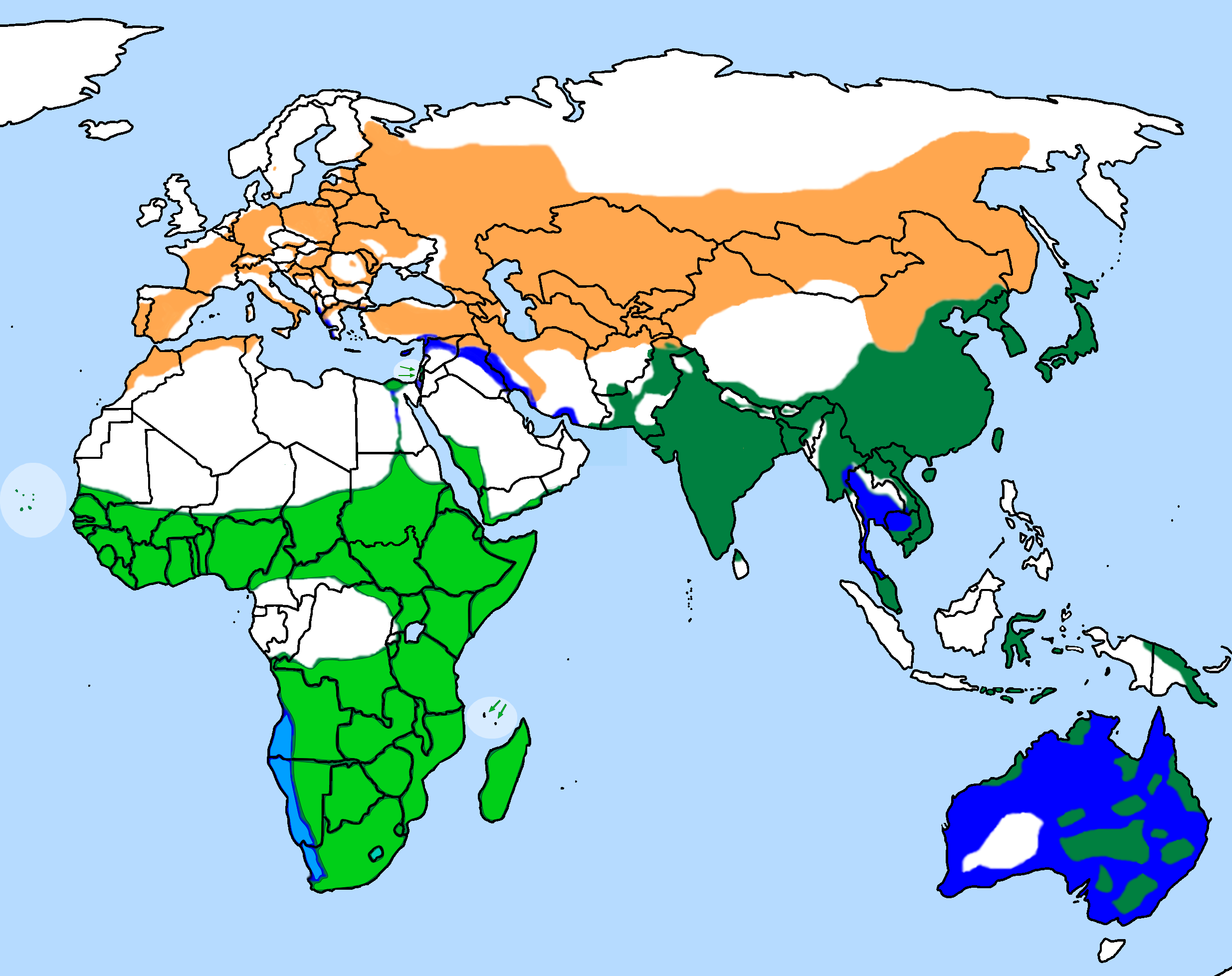
Verbreitung:
Sommervogel
Jahresvogel
Ausschließlich Winterquartiere
Milvus aegyptius
In Afrika, Indien und Südostasien überlappen die Brutgebiete der dort residenten Arten/Unterarten mit den Winterquartieren weiter nördlich brütender Unterarten. Dies wurde nicht dargestellt.

- Milvus migrans migrans (Boddaert, 1783): Die Nominatform brütet im größten Teil Europas. Die Nordwestgrenze der geschlossenen Verbreitung verläuft durch Nordfrankreich, Nordbelgien und Nordwestdeutschland. Westlich und nördlich dieser Linie sind Brutvorkommen selten und unstet. Einzelbruten wurden in den Niederlanden (1984 und 1996) und in Norwegen festgestellt. In Nordschweden besteht unregelmäßig ein kleines isoliertes Brutvorkommen.

Spärlich und in den östlichen Landesteilen rückläufig sind die Vorkommen in Österreich sowie in Tschechien, auch in Polen, der Ukraine sowie auf dem Balkan ist der Schwarzmilan nur lückenhaft vertreten. Auch auf Zypern und Sizilien kommt M. m. migrans als Brutvogel vor, fehlt aber auf den anderen Mittelmeerinseln. In Asien fällt die Nordgrenze der Verbreitung etwa mit der Grenze des geschlossenen Nadelwaldgürtels zusammen. Nach Osten reichen die Vorkommen über den Ural hinaus, wo eine breite Kontaktzone zu M. m. lineatus besteht. Die südliche Verbreitungsgrenze liegt im Atlasgebiet und zieht sich nach Westen über die Türkei, den Nahen Osten, Iran und Afghanistan bis ins Himalayagebiet fort, wo die Nominatform mit M. m. govinda in Kontakt kommt. Im Norden der Arabischen Halbinsel besteht eine Kontaktzone zu M. m. aegyptius.

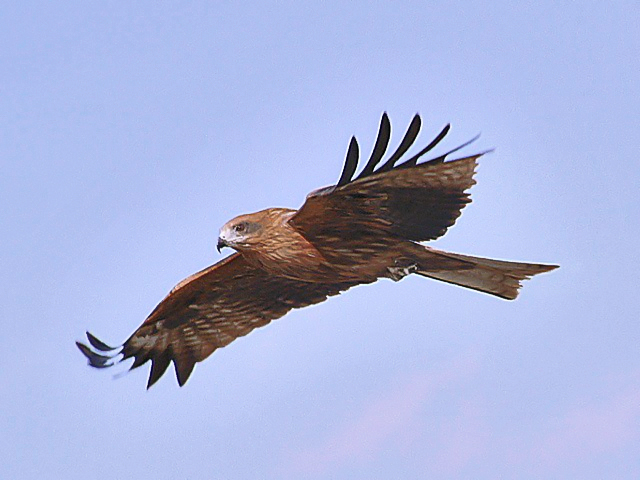
M. m. lineatus

- M. m. lineatus (Gray, 1831): Dies ist die größte und auch die schwerste Unterart. Die bei M. m. migrans grauweißen Kopf- und Halspartien sind bei dieser Unterart hellbraun, der Schwanz ist leicht rostbraun. Auffallend ist ein schwarzer Fleck im Ohrbereich, nach dem diese Unterart im Deutschen auch „Schwarzohrmilan“ genannt wird. Im Bereich des Carpalgelenks ist ein deutlicher heller, fast weißer Fleck erkennbar. Die Färbung der Iris scheint von Braun im höheren Alter nicht nach Gelb zu wechseln. Diese Unterart ist dem Rotmilan am ähnlichsten. Neueste molekulargenetische Untersuchungen zeigen eine relativ große genetische Distanz zu anderen Unterarten und legen für M. m. lineatus Artrang nahe.[7]

Die Brutvorkommen von M. m. lineatus schließen östlich des Ural an die der Nominatform an und reichen bis an die pazifische Küste. Die Nordgrenze der Brutverbreitung pendelt um 65 Grad Nord, überschreitet aber am Mittellauf der Jana deutlich den Nördlichen Polarkreis. Im Osten brütet die Unterart bis auf Sachalin auf fast allen Inseln in den Randmeeren des nordwestlichen Pazifiks, einschließlich der Japanischen Inselgruppe. Nach Süden ist M. m. lineatus bis an den nördlichen Rand des Himalayas verbreitet, weiter ostwärts liegen die Kontaktzonen zu M. m. govinda im nördlichen Indochina.

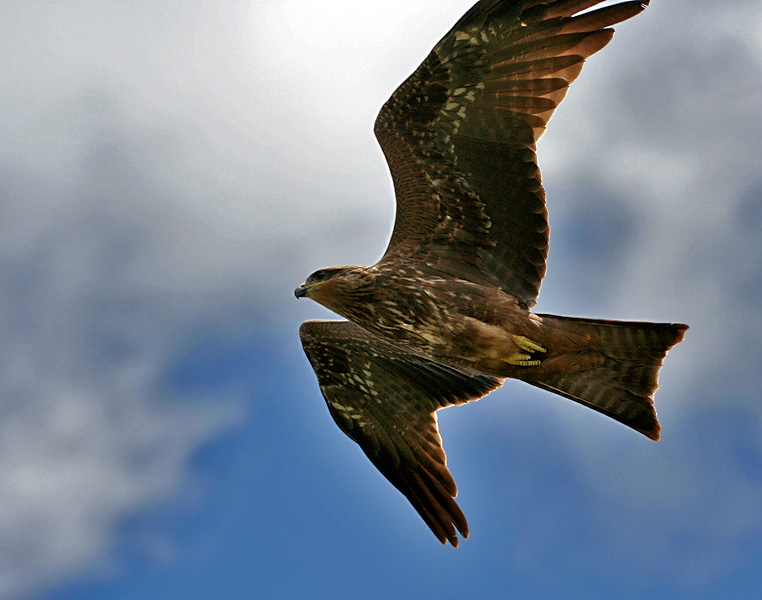
M. m. govinda

- M. m. govinda Sykes, 1832: Diese Unterart ist kleiner als die Nominatform und insgesamt kontrastarm graubraun, manchmal auch schmutzig sandfarben gefärbt. Das Kopfgefieder hat einen rötlichbraunen Anflug, die schwarzen Schaftzeichnungen sind meistens deutlich erkennbar. Auch die Weißzeichnung der Flügelunterseite im Bereich der Handschwingenbasen ist markant.

M. m. govinda kommt in weiten Bereichen Pakistans, auf dem Indischen Subkontinent, im Nordteil Sri Lankas, ostwärts über Myanmar und Thailand bis nach Malaysia vor.
- M. m. formosanus Kuroda, 1920: Kleine Inselrasse auf Hainan und Taiwan. Sehr ähnlich M. m. govinda. Im Brutgebiet weitgehend Standvogel. Die Validität dieser Unterart wird in Frage gestellt.

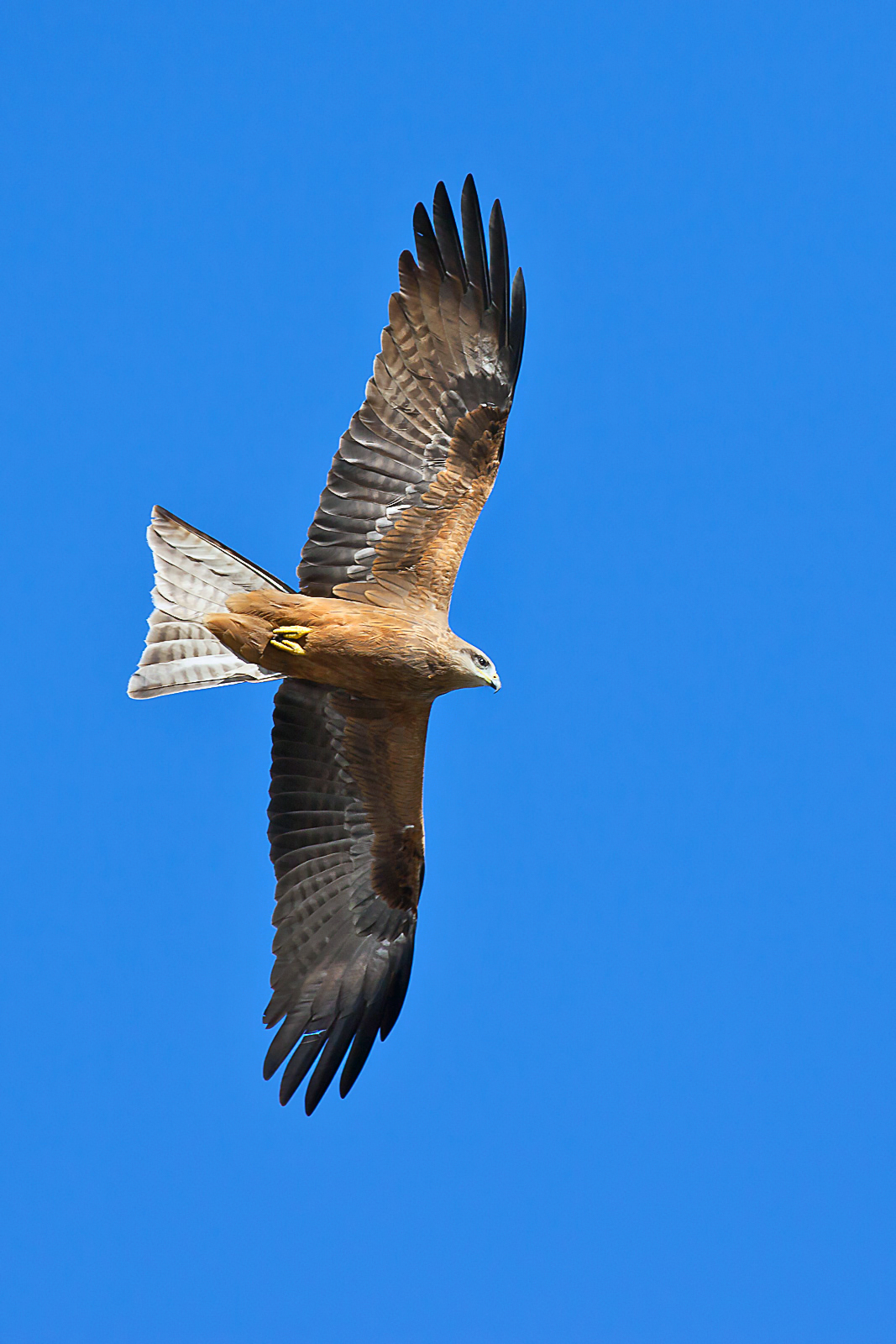
M. m. affinis

- M. m. affinis Gould, 1838: Die kleinste Unterart weist ein relativ einheitliches dunkelbraunes Erscheinungsbild auf. Im Schulterbereich ist die Gefiederfärbung heller, sodass sich auf der Flügeloberseite ein deutlicher Diagonalstreifen abzeichnet.

Diese Unterart brütet auf Sulawesi und vielen der Kleinen Sundainseln, wie auf Lombok, Sumba und Timor. Weiters kommt sie im Nordostteil Neuguineas sowie weiträumig in Australien vor.
- M. m. aegyptius (Syn.M. aegyptius) (Gmelin, 1788): Die Vögel dieser Subspezies sind etwas kleiner als europäische Exemplare der Nominatform. Das Gefieder ist rötlichbraun, auf dem zimtfarbenen Schwanz können sich einige schmale hellere Binden abzeichnen. Das weiße Flügelfeld im Bereich des Handgelenks ist relativ deutlich. Der Schnabel der unterseits gefleckten Jungvögel ist bis zum dritten Lebensjahr schwarz und wechselt dann in das für die beiden afrikanischen Unterarten typische Gelb.

Die Vorkommen beginnen auf dem Sinai und ziehen sich entlang des Niltals und der östlichen Küstenbereiche des Roten Meeres nach Süden. Auch in Somalia, Äthiopien sowie wahrscheinlich in einigen Küstenabschnitten Kenias ist diese Unterart Brutvogel. Die Brutvögel auf der südlichen Arabischen Halbinsel (gelegentlich als M. m. arabicus klassifiziert) haben kürzere Flügel und individuell schwarze oder gelbe Schnäbel.

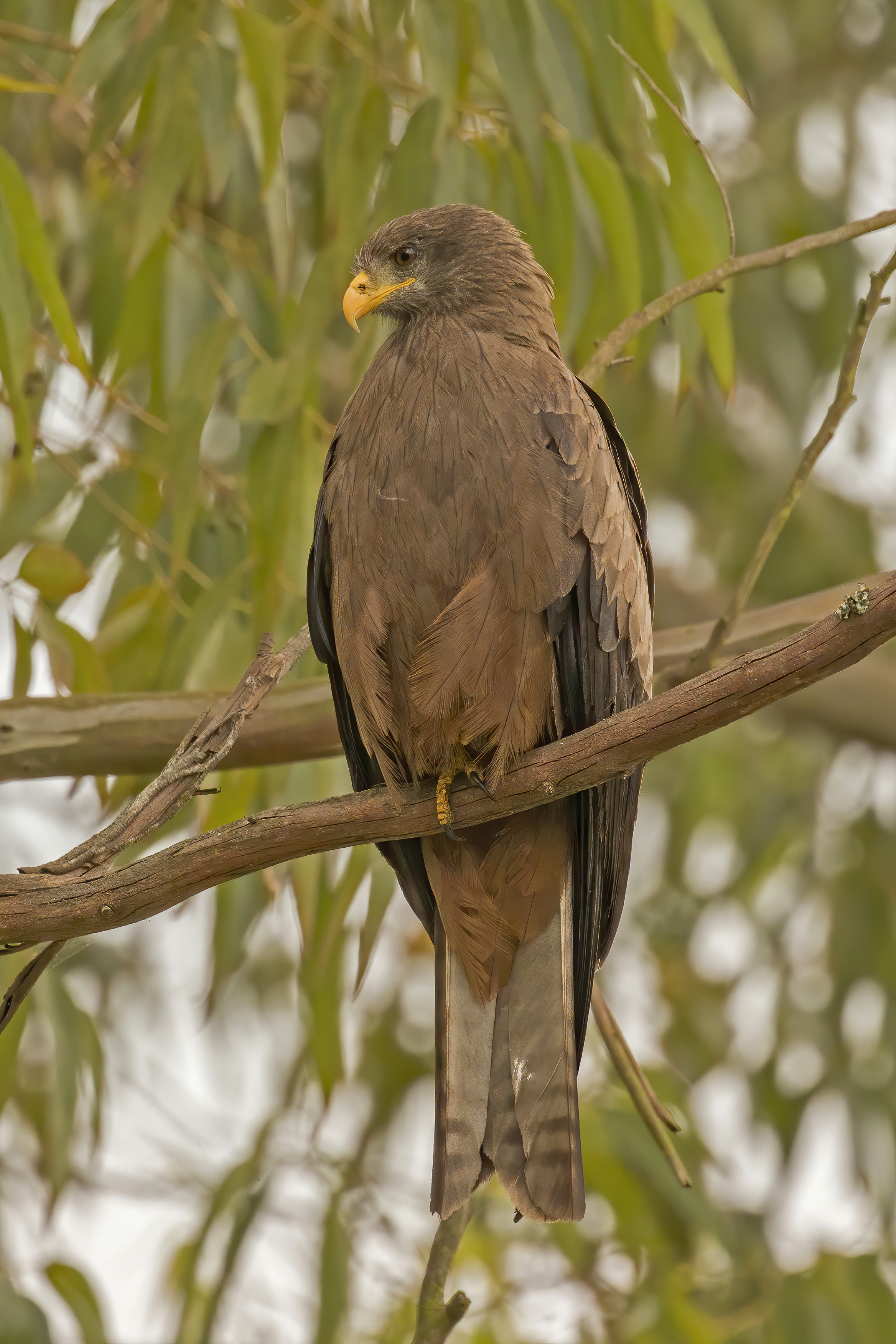
M. m. parasiticus

- M. m. parasitus (Syn.M. aegyptius parasitus) (Daudin, 1800): Diese Unterart ist etwas kleiner als die zuvor beschriebene und relativ kontrastarm mattbraun gefärbt. Die Unterseite ist heller und weist einen dunklen Zimtton auf. Der Schwanz ist deutlich gebändert, der Schnabel adulter Vögel ist immer leuchtend gelb. Die Unterart ist südlich der Sahara über ganz Afrika verbreitet und brütet auch auf den Komoren und auf Madagaskar. Neueste molekulargenetische Untersuchungen deuten darauf hin, dass M. m. parasitus weder als Unterart von Milvus migrans noch von Milvus aegyptius zu betrachten ist, sondern eine eigenständige Art darstellt.[7]

## Lebensraum
Der Schwarzmilan gilt, wie seine deutschsprachigen Trivialnamen Wassermilan oder Seemilan belegen, als stark wassergebundene Art. Die Bevorzugung von Lebensräumen in Wassernähe, insbesondere von baumbestandenen Seeuferabschnitten, von Aulandschaften oder von Baumreihen entlang langsam fließender Flüsse, ist jedoch nur bei Vögeln, die in der nördlichen Paläarktis brüten, stark ausgeprägt. Die Nominatform erreicht in solchen Habitaten die größten Bestandsdichten und die prozentual höchste Vermehrungsrate. Doch auch in diesen Regionen kann der Schwarzmilan wasserferne, sogar ausgesprochen trockene Regionen besiedeln, sofern ein ausreichendes Angebot an potentiellen Beutetieren sowie Baumgruppen als Niststandorte zur Verfügung stehen.
Bei den anderen Unterarten ist eine latente Affinität zu wasserreichen Lebensräumen weniger deutlich oder gar nicht erkennbar. Allein Nahrungsangebot und geeignete Brutmöglichkeiten scheinen für eine erfolgreiche Ansiedlung ausschlaggebend zu sein. Entsprechend vielfältig können die besiedelten Lebensräume sein: Mangrovensümpfe an Flussmündungen werden ebenso genutzt wie Kulturlandschaften oder hochgelegene trockene Gebirgssteppen wie etwa im Altai. Einige Unterarten, insbesondere die beiden in Afrika vorkommenden, zeigen eine nahrungsökologisch enge Bindung an den Menschen. Der Schwarzmilan siedelt dort am Rande von Städten und ist zusammen mit einer Reihe von Vogelarten, zum Beispiel dem Kappengeier (Necrosyrtes monachus), ein Nutzer menschlicher Abfälle. Ein weitgehend nomadisierendes Leben mit unregelmäßigen Brutzyklen in den unterschiedlichsten Lebensräumen, die auch Randgebiete von Wüsten mit einschließen, führt die australasiatische Unterart M. m. affinis.

## Ernährung

### Nahrungsspektrum

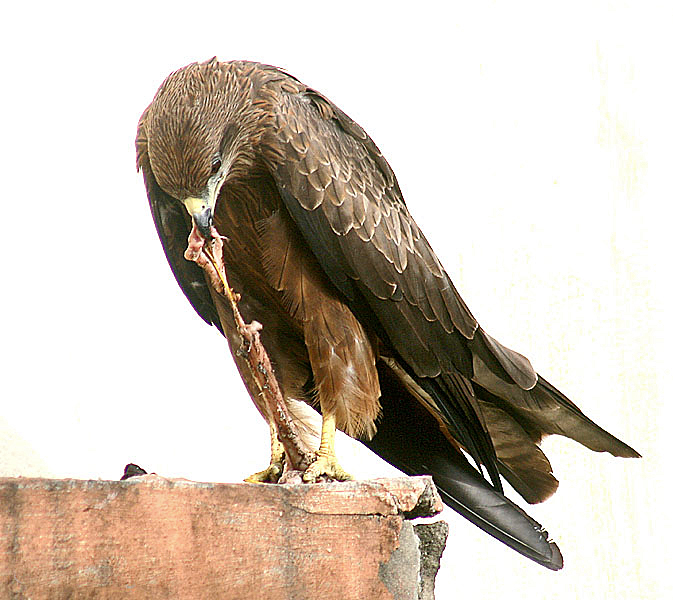
M. m. govinda

Der Schwarzmilan hat als Nahrungsgeneralist und Nahrungsopportunist ein weitgefächertes Nahrungsspektrum. Er jagt lebende Beutetiere, ernährt sich jedoch ebenso von Aas und verschiedenen Abfällen, wie sie etwa in Schlachthäusern oder Fischfabriken anfallen. Auch Mülldeponien werden nach verwertbaren Resten abgesucht. Er kann lebende Beute bis zur Größe eines kleinen Hasen und lebende Fische fast bis zu seinem Eigengewicht erbeuten und davontragen, meistens sind seine Beutetiere jedoch kleiner. Die Zusammensetzung der Beute hängt vom Lebensraum der Unterart ab.
In Wassernähe brütende Schwarzmilane erbeuten vor allem lebende und tote Fische. In Mittel- und Osteuropa überwiegen dabei sehr auffällig die Plötze (Rutilus rutilus) und die Brachse (Abramis brama). Fischnahrung kann in solchen Populationen 80 % des Gesamtnahrungsgewichtes erreichen. Daneben werden verschiedene Vögel bis zur Rebhuhngröße und Säugetiere, wie Kaninchen, kleine Hasen, Ratten und Mäuse, erbeutet. In Trockengebieten erbeutet die Art an Lebendbeute vor allem Vögel, Reptilien, Amphibien und kleinere Säugetiere (wie zum Beispiel Igel (Erinaceidae) und Springmäuse (Dipodidae)). Tauben (Columbidae) und Krähen (Corvidae) können in Trockenhabitaten einen großen Anteil der Beutetiere ausmachen. Aber auch verschiedene Großinsekten, Regenwürmer und Schnecken werden regelmäßig verzehrt. Vegetarische Nahrung wird im Zuge der Nutzung menschlicher Abfälle aufgenommen. In West- und Zentralafrika bilden die Fruchtgehäuse der Ölpalme (Elaeis guineensis) für die überwinternden europäischen Schwarzmilane ebenso wie für die dort residenten Milane der Unterart M. m. parasitus eine wichtige vegetarische Beikost.

### Nahrungserwerb

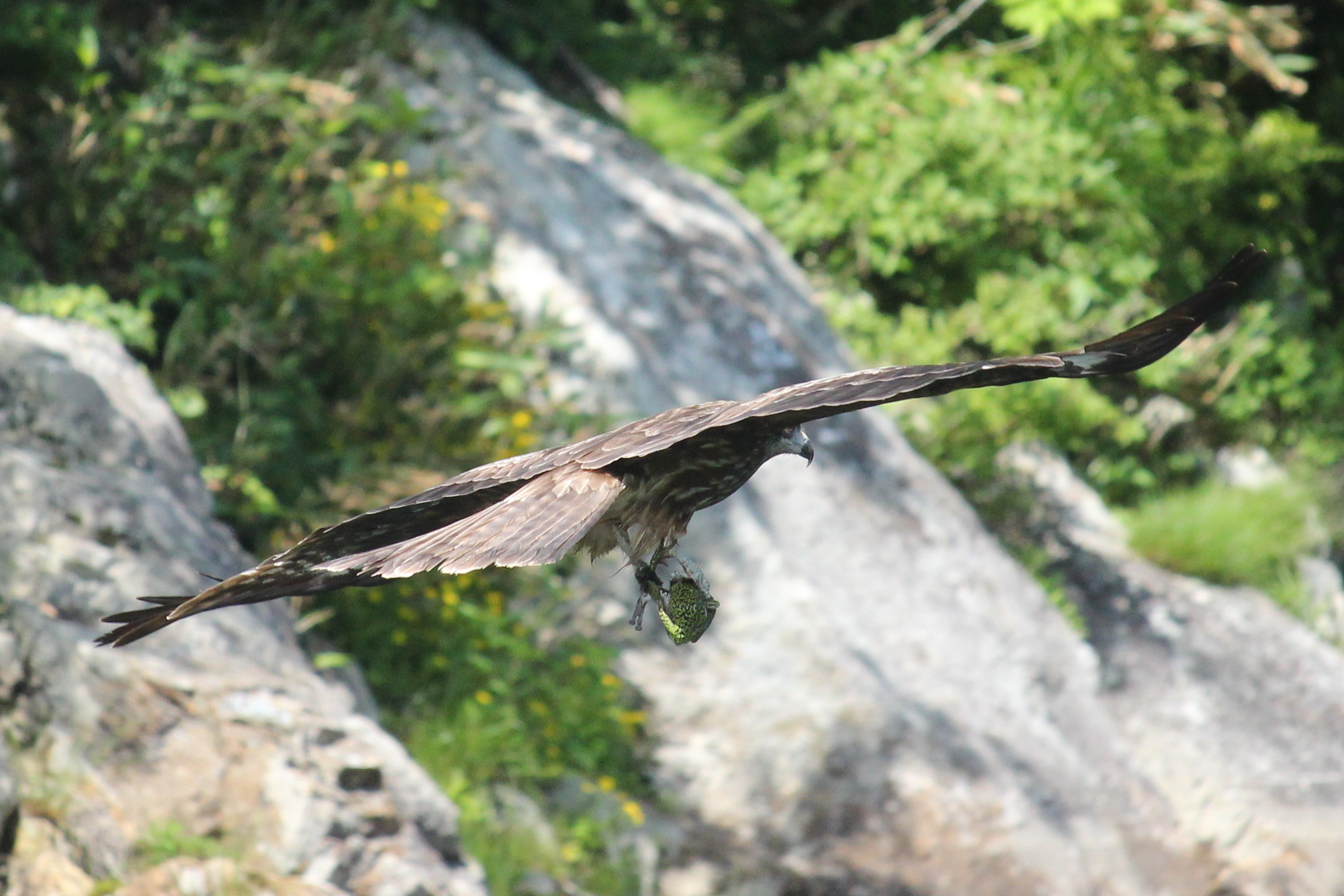
M. m. lineatus mit erbeutetem Ruderfrosch (Zhangixalus arboreus)

Schwarzmilane sind Suchflugjäger. In einem langsamen, meist recht niedrigen Suchflug werden Beutetiere oder Aas erspäht und oft im Darüberfliegen mitgenommen. Lebende oder tote Fische werden so von der Wasseroberfläche aufgenommen und an einem geeigneten Ort gekröpft. Auch Vögel wie Krähen, Wachteln oder Rebhühner überrascht der Schwarzmilan meistens am Boden und trägt sie davon. Ähnlich verhält es sich bei Reptilien und Amphibien. Erfolgreiche Flugjagden auf Vögel wurden nur selten beobachtet, kommen aber vor.
Am Aas erscheint der Schwarzmilan oft als erste Vogelart. Er verwertet sowohl überfahrene Kleintiere auf Straßen und Autobahnen als auch gemeinsam mit großen Greifvögeln große Kadaver. M. m. parasitus und M. m. govinda haben sich zum Teil stark auf die Nutzung menschlicher Abfälle spezialisiert und erscheinen in großer Zahl auf Mülldeponien, auf Marktplätzen, in der Nähe von Schlachthäusern oder Fischfabriken, also überall dort, wo nutzbarer Abfall zur Verfügung steht. Auch Fischerboote im Küstenbereich werden von Schwarzmilanschwärmen verfolgt. Nicht selten werden Fleischstücke oder Fische von Marktständen weggetragen, es wurde sogar beobachtet, dass Schwarzmilane Menschen das Sandwich aus der Hand raubten oder sich Grillfleisch vom Grill griffen.
Wie andere Greifvögel folgen Schwarzmilane den Brandfronten von Wald- und Steppenbränden, um die fliehenden oder bereits verendeten Tiere aufzusammeln. Gelegentlich transportieren sie sogar brennende Zweige, die sie später fallen lassen, um durch die Verbreitung der Brände Beute machen zu können. Auch hinter Schwärmen wandernder Feldheuschrecken werden Schwarzmilane beobachtet.
Häufig versuchen Schwarzmilane, anderen Vögeln ihre Beutetiere abzujagen. Insbesondere betroffen davon sind Möwen und Bussarde. Möwen, Reiher, Ibisse, Störche und große Eisvögel werden zuweilen so lange belästigt, bis sie bereits verschluckte Nahrung wieder auswürgen.

## Verhalten

### Allgemein- und Sozialverhalten
Schwarzmilane sind tagaktiv. Die ersten Beuteflüge beginnen kurz vor Sonnenaufgang. Meist schon vor Sonnenuntergang suchen sie ihre Ruheplätze auf. Nur bei besonders günstigem Nahrungsangebot, zum Beispiel bei Massenauftreten des Maikäfers, bleiben sie bis in die späte Dämmerung aktiv. Die Mittagsstunden werden meist zur Gefiederpflege genutzt oder dösend verbracht. Während der Brutzeit übernachtet das Weibchen am Horst und das Männchen in dessen Nähe. Außerhalb der Brutsaison suchen die Milane Schlafbäume auf, wo sich Gesellschaften bis zu mehreren hundert Vögeln versammeln können. Schwarzmilane sind weitgehend gesellig und verteidigen nur die nähere Horstumgebung. Im Winterquartier sind die Zieher in der Regel nicht mit den dort residenten Unterarten vergesellschaftet, sondern bilden eigene Trupps, die weiträumig umherstreifen.
Die europäischen, zentral- und nordasiatischen Vögel verhalten sich gegenüber Menschen äußerst scheu und vorsichtig. Schon bei geringen Störungen streichen sie vom Horst ab und kreisen in größerer Entfernung von ihm. Süd-, südostasiatische und afrikanische Milane, die nahrungsökologisch eng an den Menschen gebunden sind, haben dort, wo sie nicht verfolgt werden, ihre Fluchtdistanzen vor Menschen bis auf wenige Meter reduziert und nisten, brüten und schlafen in seiner unmittelbaren Umgebung. Verschiedene geschichtliche Quellen berichten von stadtbrütenden Greifvögeln in europäischen Städten. Es könnte sich dabei um Schwarzmilane gehandelt haben. Heute besteht nur mehr eine Stadtkolonie der Nominatform in Istanbul.

### Wanderungen
Die Schwarzmilane der nördlichen Paläarktis sind Langstreckenzieher, die der südlichen Paläarktis, der Afrotropis und Ostasiens meist Standvögel oder Kurzstreckenzieher. Die australische Unterart M. m. affinis führt ein nomadisches Leben ohne feste Brutzyklen und ohne festes Brutrevier. Schwarzmilane sind Thermiksegler und ziehen daher bei Tag und fast immer in großen Gruppen.

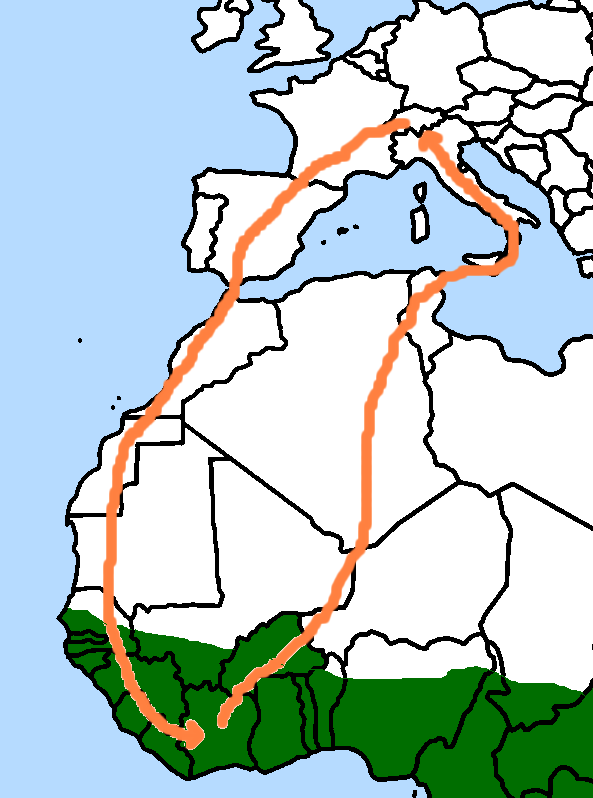
Schleifenzug in der Schweiz beringter Milvus migrans migrans

Europäische Schwarzmilane überwintern südlich der Sahara, südwärts bis zur Kapprovinz, die meisten jedoch in West- und Zentralafrika nördlich des Äquators. Die Zugdistanzen europäischer Vögel überschreiten nur selten 5000 Kilometer, können aber in Einzelfällen über 8000 Kilometer betragen. Einzelne Schwarzmilane überwintern auch bereits in Südwest- und in Südosteuropa sowie auf Sizilien. Das Mittelmeer wird in der Regel an den Meerengen überquert, nur wenige Individuen wählen die Schmalstelle Sizilien-Cap Bon oder ziehen entlang der Balkanroute über die ägäische Inselbrücke. Die Sahara wird in breiter Front überflogen. Westasiatische M. m. migrans und M. m. lineatus gelangen über die Arabische Halbinsel und das Rote Meer ins ost- bis südafrikanische Überwinterungsgebiet. Die zentralasiatischen Schwarzmilane überwintern im südlichen Iran, in Südpakistan sowie in Mittel- und Südindien, die ostsibirischen in Südchina und Südostasien. Die Hauptwegzugszeit der mittel- und nordpaläarktischen Milane liegt zwischen Ende Juli und Mitte September, wobei die Schweizer und süddeutschen Vögel etwa um zwei bis drei Wochen früher ihr Brutgebiet verlassen als nordostdeutsche oder polnische. Das Hauptzuggeschehen über Gibraltar ist bereits Ende August weitgehend abgeschlossen, während es über dem Bosporus zu dieser Zeit seinen Höhepunkt erreicht. Entlang der östlichen Schwarzmeerküste hält der intensive Schwarzmilanzug den ganzen September über an und ebbt erst in der ersten Oktoberdekade ab. In Mitteleuropa können einzelne Schwarzmilane im Brutgebiet bei milder Witterung noch bis in den Oktober und November hinein angetroffen werden. Meldungen über in Mitteleuropa überwinternde Schwarzmilane dürften meist auf Verwechslungen mit dem Rotmilan zurückzuführen sein. In der Schweiz wurde allerdings 2003 eine erfolgreiche Überwinterung eines Schwarzmilans im Stadtgebiet von Genf bestätigt.
Der Heimzug beginnt Anfang Februar und erfolgt im Wesentlichen auf den gleichen Routen wie der Wegzug, allerdings scheinen Westzieher auf dem Heimzug die Strecke Cap Bon–Sizilien wesentlich häufiger zu wählen. Im Brutgebiet erscheinen mittel- und nordpaläarktische Vögel frühestens Anfang März, in der Regel aber nicht vor Ende März oder Anfang April.
Erstziehende Schwarzmilane übersommern meist im Winterquartier. Mit zunehmendem Alter nähern sich die heimziehenden Milane dem Gebiet ihrer Geburt, kehren aber erst mit Eintritt der Geschlechtsreife in die Nähe ihres Geburtsortes zurück.

## Brutbiologie

### Überblick
Schwarzmilane brüten frühestens im vierten Lebensjahr zum ersten Mal. Gelegentlich wurden bei jüngeren Milanen Kopulationen und Nestbauaktivitäten festgestellt, erfolgreiche Bruten wurden bisher nicht bekannt. Die Dauer der Paarbindung ist nicht erschöpfend erforscht, jedenfalls kommen sowohl Brutsaisonehen wie langjährige Paarbindungen vor. Ob die letzteren durch die große Brutortstreue der Art bedingt sind oder ob ein Paarzusammenhalt auch im Winterquartier besteht, ist noch Gegenstand der Forschung. Offensichtlich kehren einzelne Vögel bereits verpaart aus dem Winterquartier zurück. Während der Balz bis zur frühen Jungenaufzucht werden in die unmittelbare Nestumgebung einfliegende Artgenossen konsequent, meist durch Rufreihen, oft auch durch Entgegenfliegen vertrieben. Körperliche Auseinandersetzungen wurden jedoch bislang nicht beobachtet. Artfremde Greifvögel sowie potentielle Nesträuber wie Krähen oder Marder, in einigen Verbreitungsgebieten auch Schlangen, werden sofort und heftig angegriffen. Territoriale Verhaltensweisen koloniebrütender Schwarzmilane sind bislang wenig erforscht. Koloniebrütende Paare verteidigen nur die unmittelbare Nestumgebung, die Nahrungsreviere werden offenbar konfliktfrei mit Artgenossen geteilt.

### Horstbau und Balz
Sofort nach Ankunft am Niststandort beginnt der zuerst ankommende Vogel (häufiger das Männchen als das Weibchen) mit dem Horstbau oder mit Instandsetzungsarbeiten an einem alten Horst. Die Horstgröße und auch sein Aufbau sind äußerst variabel, sodass von einem typischen Schwarzmilanhorst nicht gesprochen werden kann. Schwarzmilanhorste können auffallend kleine, eher schlampig zusammengefügte Gebilde von Krähennestgröße, aber auch stattliche, solide Bauten von einem Meter Durchmesser und mehr sein. Die Grundstruktur wird aus Ästen und Zweigen gebildet, für die Innenauspolsterung werden die verschiedensten Materialien, sehr häufig auch Abfälle, daneben aber auch Gräser, Moose, Laub, Tierhaare und Vogelfedern verwendet. Immer tragen Schwarzmilane relativ große Erd- oder Lehmklumpen zur Horstauskleidung ein. Als problematisch für die Jungenaufzucht hat sich die Neigung des Schwarzmilans, Plastikmaterialien zur Horstauskleidung zu verwenden, erwiesen, da sich dadurch im Horst Pfützen bilden können, die zur Unterkühlung sowohl des Geleges als auch der Küken führen. Am Horstbau beteiligen sich beide Partner, das Männchen allerdings wesentlich intensiver als das Weibchen.
Die Baumart scheint nur eine untergeordnete Rolle für die Wahl des Horststandortes zu spielen, wichtiger ist ein von oben ungehinderter Anflug. Häufig werden deshalb Überhälter oder Randbäume als Horstbäume gewählt. Meist befinden sich die Horste im Kronenbereich in einer starken Astgabelung, seltener in Gabelungen von starken Seitenästen, gelegentlich einige Meter vom Stamm entfernt. Neben Baumhorsten wurden auch Horste auf Gittermasten und in Felsnischen festgestellt. Einige Populationen, zum Beispiel im Atlasgebirge und auf den Kapverden, sind reine Felsbrüter. Äußerst selten wurden Bodenbruten festgestellt. Horststandorte auf Gebäuden hingegen sind für die afrikanischen Unterarten durchaus gewöhnlich.

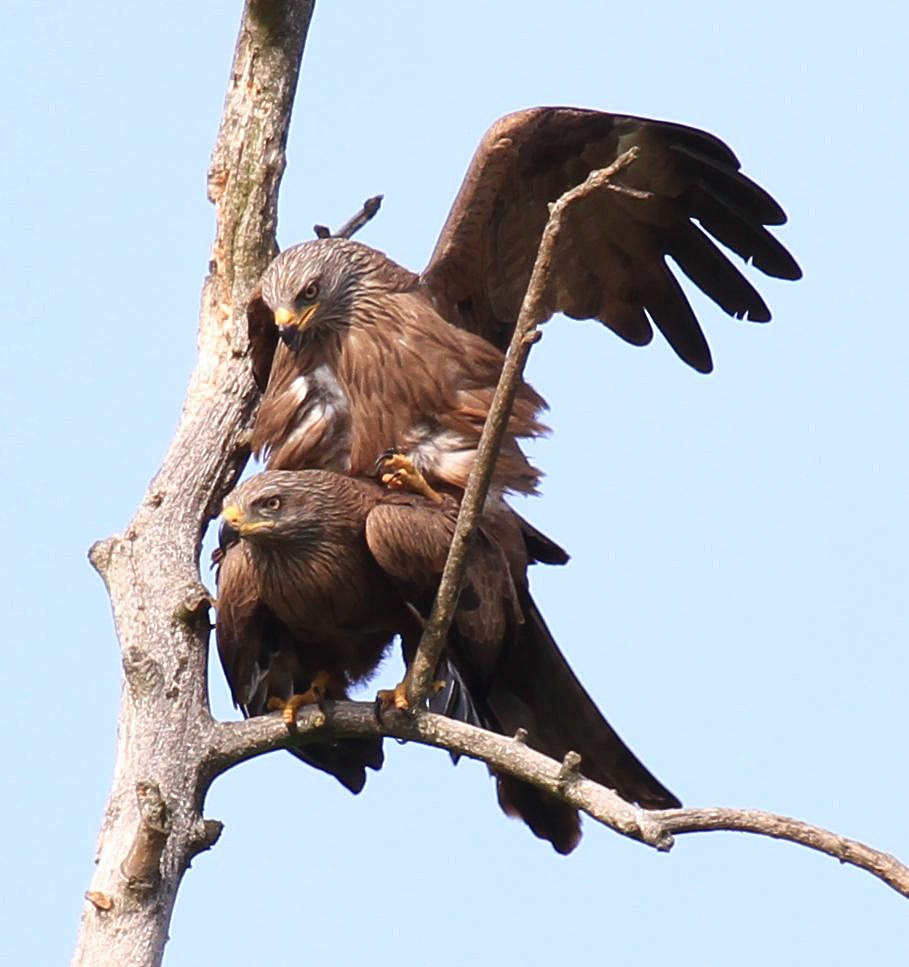
Schwarzmilane in der Paarungszeit

Schwarzmilane übernehmen gelegentlich Horste anderer Vogelarten, wie die von Kormoranen, Krähen, Rotmilanen und verschiedenen anderen Greifvögeln, wie umgekehrt auch Schwarzmilanhorste von anderen Greifvogelarten benutzt werden.
Innerhalb der eigenen Art können die Horstabstände nur wenige Meter betragen. Nicht selten werden Horste auch weniger als 100 Meter von anderen beflogenen Greifvogelhorsten entfernt errichtet, gelegentlich auch mitten in Reiher- oder Kormorankolonien.
Schon während des Horstbaus kommt es zu Begattungen, zu denen das Weibchen durch die greifvogeltypische waagrechte Körperhaltung und durch ein leises Wimmern auffordert. Zwei Begattungen können in wenigen Minuten aufeinander folgen. Bei schönem Wetter zeigen Schwarzmilane Schauflüge über ihrem Horstgebiet, in die eindrucksvolle Flugakrobatik, wie Girlandenflüge (rhythmisches steiles Ansteigen und Abstürzen), Abtrudeln mit gegenseitigem Verhaken oder Fliegen mit dem Rücken zum Boden, eingebettet sein können. Mit der Entwicklung des ersten Eies hören diese Aktivitäten auf. Das Weibchen stellt zu diesem Zeitpunkt auch das selbstständige Jagen ein und wird während der Brutzeit und der ersten Aufzuchtphase der Küken vom Männchen versorgt.

### Gelege und Brut

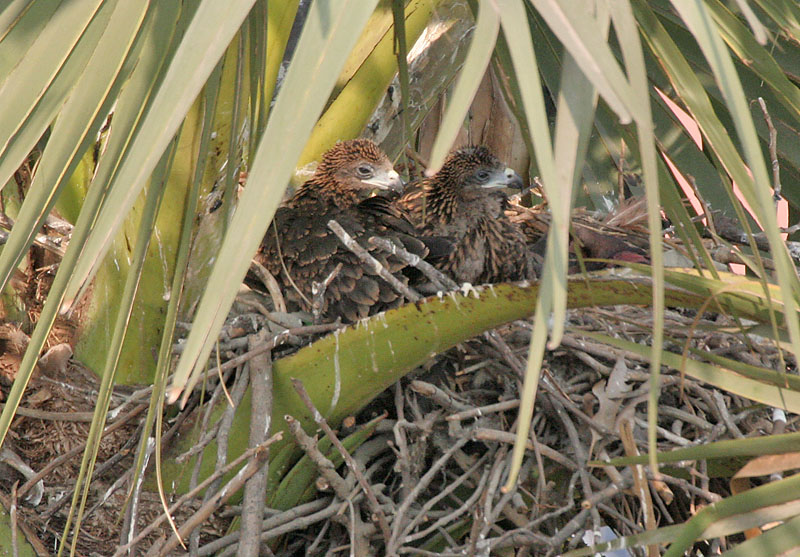
Nestlinge der Unterart govinda. Nest in einer Palmyrapalme

Schwarzmilane beginnen relativ spät im Jahr mit der Brut, die frühesten Eiablagen in Mitteleuropa erfolgen Anfang April, die Hauptbrutzeit beginnt erst in der letzten Aprildekade. Bei frühem Gelegeverlust kann es zu einem Nachgelege kommen.

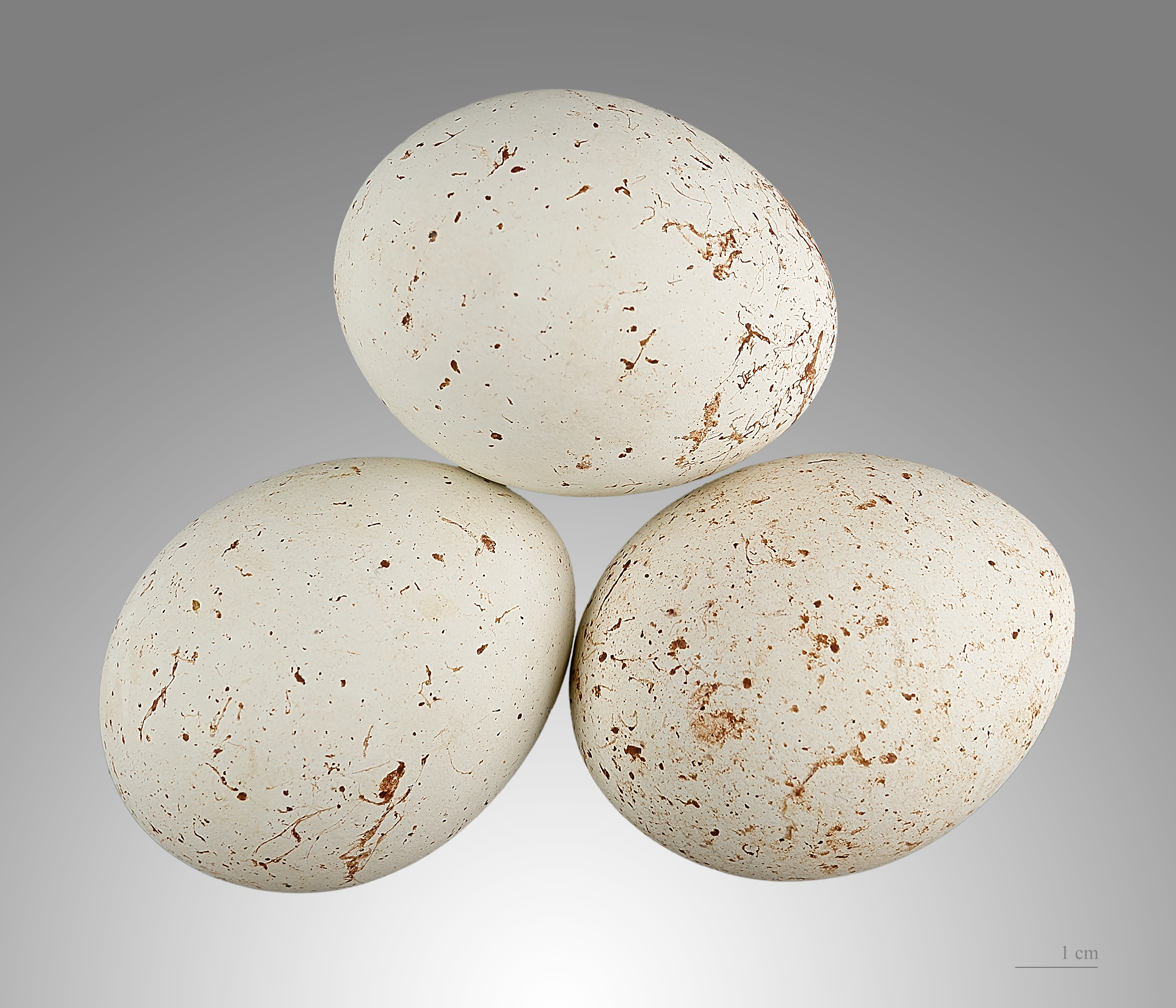
Gelege des Milvus migrans

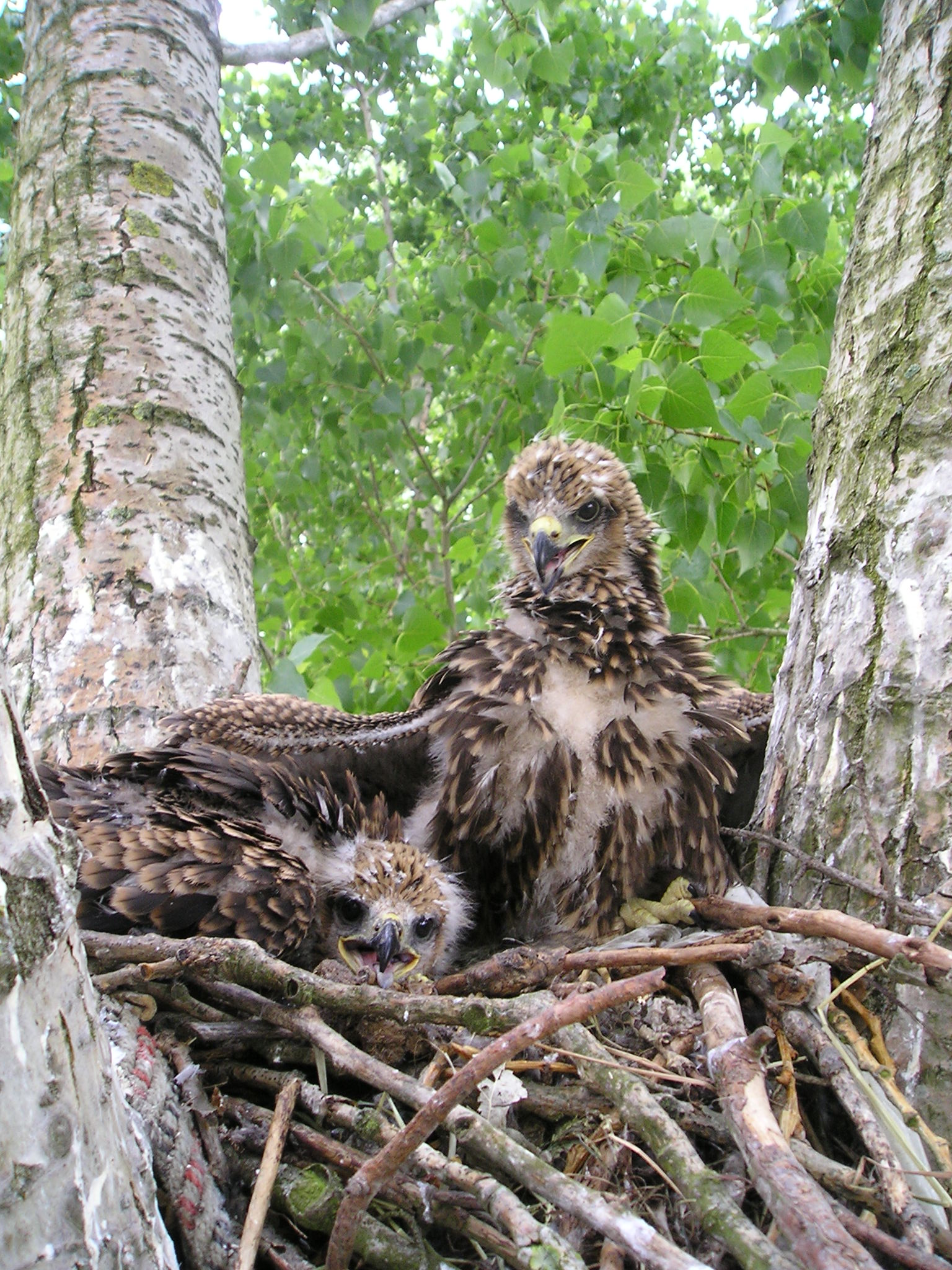
Nestlinge der Nominatform in einem Nest auf einer Pappel im Barnim, Brandenburg

Die Gelege bestehen meist aus zwei bis drei, seltener aus vier und in Ausnahmefällen aus fünf Eiern. Nachgelege umfassen auch oft nur ein Ei. Die glanzlosen Eier sind in der Regel kurzoval, seltener langoval und weisen auf blassweißem, isabellfarbigem oder grünlichem Grund oft sepiafarbene Flecken auf, die sie von den insgesamt sehr ähnlichen Eiern des Mäusebussards mit rötlichtonigen Flecken unterscheidet. Sie entsprechen in Größe, Form und Masse etwa mittelgroßen Hühnereiern.
Die Eier werden in Abstand von zwei bis drei Tagen gelegt, und sofort, in der Regel aber noch nicht fest, bebrütet. Die meiste Zeit verbringt das Weibchen auf dem Gelege, nur gelegentlich wird es kurz vom Männchen abgelöst. Nach einer Brutdauer von etwa 32 Tagen schlüpfen die Jungen, zwischen denen, entsprechend der Eiablage, beträchtliche Entwicklungsunterschiede bestehen können. Die älteren Geschwister drängen häufig das jüngste von der Beute ab, manchmal attackieren sie es auch direkt. Häufig werden verendete Küken zerteilt und verfüttert. In den ersten beiden Wochen schafft das Männchen allein die Nahrung heran, die das am Horst weilende Weibchen übernimmt, zerteilt und an die Jungen verfüttert. Nestlingsnahrung besteht zum Großteil aus Lebendbeute, vornehmlich aus Kleinsäugern und Vögeln. Fische werden während der ersten beiden Wochen nicht verfüttert. Wenn die Jungen nicht mehr dauernd gehudert oder beschattet werden müssen, beteiligt sich auch das Weibchen an den Beuteflügen. Gelegentlich wurden nichtbrütende Schwarzmilane, ganz selten auch Rotmilane als Bruthelfer beobachtet.
Mit etwa 32 Tagen beginnen die Jungvögel mit den ersten Flugübungen und können sich mit 40 Tagen schon etwas vom Horst entfernen. Insgesamt ist die Entwicklungsdauer von Nestlingen individuell aber sehr verschieden. Bis zum Ausfliegen können mehr als 50 Tage vergehen. Es wurden aber auch schon flügge Jungvögel mit weniger als 45 Tagen beobachtet.
Auch nach dem Ausfliegen der Jungvögel bleibt der Horst noch für mindestens drei bis vier Wochen Zentrum der Schwarzmilanfamilie. Auf ihm wird die von den Eltern herangetragene Beute übergeben, zu ihm oder in dessen unmittelbare Nähe kehren die Jungen zum Schlafen zurück. Junge Schwarzmilane werden relativ spät im Alter von 80 bis 90 Tagen selbstständig. Etwa sechs Wochen nach dem Ausfliegen haben sie das selbstständige Schlagen von Beute erlernt und verlassen nach und nach das Elternrevier.

### Mischbruten
In freier Natur wurden gelegentlich Mischbruten zwischen Rot- und Schwarzmilan festgestellt. Der Schwarzmilan war meist der weibliche Vogel. Auch erfolgreiche Bruten zwischen einem Schwarzmilanmännchen und einem Hybridweibchen wurden bekannt. In Gefangenschaft kommen solche Mischbruten häufiger vor. Im Naturpark Aukrug in Mittelholstein brütete ein Mischpaar sechs Jahre hindurch erfolgreich. Nach Ausbleiben des Rotmilans trat offenbar eine Hybride aus einer vorangegangenen Brut an seine Stelle.
Regelmäßig kommt es auf den Kapverden zu Mischbruten zwischen dem heimischen Kapverdemilan und den vor etwa hundert Jahren eingewanderten Schwarzmilanen. Der Kapverdemilan wird entweder als Unterart des Rotmilans (Milvus milvus fasciicauda) oder als eigenständige Art (Milvus fasciicauda) aufgefasst. Aus diesen Mischbruten entstehen fruchtbare Nachkommen, die sich weiterverpaaren. Daher ist es fraglich, ob reinerbige Kapverdemilane überhaupt noch existieren.

## Bestand und Gefährdung
Der Schwarzmilan gilt als die weltweit häufigste Greifvogelart. Seine Bestände sind nach Einschätzung der IUCN gegenwärtig nicht bedroht, obwohl es Hinweise für einen leichten Bestandsrückgang gibt. Die Populationen in Europa werden auf 130.000 bis 200.000 Tiere geschätzt. Genaue Zahlen über Populationsgrößen und exakte Einschätzungen der Bestandstrends außerhalb Europas liegen jedoch nur für Teilgebiete des riesigen Verbreitungsraumes vor, die für einige Populationen des asiatischen Russlands stark negative Bestandsentwicklungen befürchten lassen.
In Europa hingegen wird die Art mit VU (= vulnerable) eingestuft. Dafür sind vor allem die Bestandsrückgänge in Spanien und in großen Teilen Ost- und Südosteuropas verantwortlich. In Mitteleuropa blieben die Bestände während der letzten zehn Jahre weitgehend stabil oder nahmen leicht, in Zentral- und Südostfrankreich sogar erheblich zu. Uneinheitlich waren bis gegen Ende der 1990er Jahre die Bestandsverhältnisse auch in Deutschland: starken und mäßig starken Zunahmen in Niedersachsen, Bayern, Baden-Württemberg, Thüringen und Sachsen standen zum Teil nicht unbeträchtliche Bestands- und Arealeinbußen in Schleswig-Holstein, Berlin-Brandenburg und Mecklenburg-Vorpommern gegenüber. In den letzten Jahren zeigt sich jedoch in fast allen Bundesländern ein durchgehend positiver Trend. In einigen deutschen Bundesländern waren sogar erhebliche Bestandszunahmen und Arealausweitungen zu verzeichnen.
In der Schweiz, die mit bis zu 1500 Brutpaaren – verglichen mit der Landesgröße – eine große Anzahl von Schwarzmilanen beherbergt, ist die Bestandsentwicklung unklar. Kolonieartiges Brüten an einigen großen Schweizer Seen, wie am Neuenburgersee, am Bielersee oder am Ostteil des Genfersees, ist stark zurückgegangen oder hat bereits aufgehört. Dafür wanderte die Art verstärkt in Viehzuchtgebiete ein und brütet jetzt dort auch in Höhen von 1000 m ü. NN und mehr. In Ostösterreich nehmen die ohnehin kleinen Bestände des Schwarzmilans kontinuierlich ab. Hauptursache der Bestandsrückgänge sind nach wie vor Biotopzerstörung, insbesondere Trockenlegungen von Feuchtgebieten, Umwandlung von Mischwäldern in reine Fichtenkulturen sowie Flussregulierungen und die damit einhergehende Vernichtung von Auwaldgebieten. Auch die direkte Verfolgung durch Abschuss und Vergiftung spielt für die negative Bestandsentwicklung eine große Rolle. Besonders an den Engstellen der Zugstraßen, wie an einigen Pyrenäenpässen, auf Malta, im Libanon und entlang des Niltals, werden jährlich Tausende Milane erlegt. Ähnliche topografische Fallen mit gewaltigem Jagddruck bestehen für asiatische Südwestzieher im Kaukasus. Ungünstig auf die Bestände scheint sich auch die zurückgehende Eutrophierung vieler (mittel)europäischer Seen sowie das häufig frühzeitigere Abdecken von Mülldeponien auszuwirken.

## Lebenserwartung
Der älteste in freier Natur wiedergefundene Ringvogel war 24 Jahre alt. Einige Wiederfunde ähnlich alter Schwarzmilane belegen, dass die Art unter günstigen Bedingungen ein recht hohes Alter erreichen kann. Die individuelle Lebenserwartung ist für diesen Weitstreckenzieher jedoch bedeutend geringer. Etwa 40 % der Schwarzmilane überleben das erste Lebensjahr nicht. Mit zunehmendem Alter verringert sich diese Mortalitätsrate sehr deutlich. Wie hoch der durchschnittliche Prozentsatz eines Jahrgangs ist, der die Brutreife erreicht, ist nicht bekannt. Wenn Rückschlüsse vom Rotmilan angestellt werden dürfen, wird er jedoch nicht weit über 30 % liegen.

## Namensherleitung
Das lateinische Nomen miluus, später milvus bezeichnet einen größeren Greifvogel. Es kann Bussard, Habicht, Weihe oder Milan bedeuten. Migrans kommt vom lateinischen Verb migrare und bedeutet wandernd. Schwarzmilan ist eigentlich nicht korrekt, Braunmilan würde dem Aussehen dieses Greifvogels eher entsprechen. Der schwedische (Brun glada) und der italienische (Nibbio bruno) Artname tragen dem Erscheinungsbild besser Rechnung.